# Социалистическая партия (Португалия)
Социалисти́ческая па́ртия (СП, порт. Partido Socialista, PS) — португальская левоцентристская политическая партия. Основана в немецком городе Бад-Мюнстерайфеле в 1973 году членами оппозиционного Португальского социалистического движения. Член Социалистического интернационала, Партии европейских социалистов и Прогрессивного альянса. Одна из ведущих политических сил страны. Пребывавшая у власти на протяжении почти десяти лет (2015 – 2024), по результатам выборов 2024 года СП существенно ослабила свои позиции в Ассамблее республики и по числу депутатов перешла на третье место среди парламентских партий.

## Генеральные секретари партии (Secretários-Gerais)
- Мариу Суареш (1973 — 1986);
- Алмейда Сантуш (временный, 1986);
- Витор Констансиу (1986 — 1989);
- Жоржи Сампайю (1989 — 1992);
- Антониу Гутерреш (1992 — 2002);
- Ферру Родригеш (2002 — 2004);
- Жозе Сократеш (2004 — 2011);
- Антониу Жозе Сегуро (2011 — 2014);
- Антониу Кошта (2014 — 2023);
- Педру Нуну Сантуш (2023 − 2025)
- Жозе Луиш Карнейру (2025 − )

## Динамика депутатских мест и голосов избирателей
|  |

## Организационная структура
Высший орган — Национальный съезд (Congressos Nacionais), между национальными съездами — Национальная комиссия (Comissao Nacional), высшее должностное лицо — председатель партии (Presidente do Partido), прочие должностные лица — почётный председатель партии (Presidente Honorário do Partido), генеральный секретарь (Secretário-Geral) и заместители председателя (Vice-Presidentes), исполнительные органы — Национальная политическая комиссия (Comissao Politico Nacional) и постоянная комиссия (Comissão Permanente), высший контрольный орган — Национальная комиссия юрисдикции (Comissão Nacional de Jurisdição), высший ревизионный орган — Национальная комиссия фискализации, экономики и финансирования (Comissão Nacional de Fiscalização Económica e Financeira).
Высший орган федерации — съезд федерации (Congresso da Federação), исполнительные органы федерации — политическая комиссия федерации (Comissão Política da Federação), контрольный орган федерации — федеративная комиссия юрисдикции (Comissão Federativa de Jurisdição), высшее должностное лицо федерации — председатель федерации (Presidente da Federação), прочие должностные лица федерации — заместители председателя федерации (Vice-Presidente da Federação), ревизионный орган федерации — федеративная комиссии фискализации, экономики и финансирования (Comissão Federativa de Fiscalização Económica e Financeira).